# Peperomia cordata
Peperomia cordata är en pepparväxtart som beskrevs av Trel. & Yunck.. Peperomia cordata ingår i släktet peperomior, och familjen pepparväxter. Inga underarter finns listade i Catalogue of Life.